# Charley Ann Schmutzler
Charley Ann Schmutzler (* 22. Juni 1993 in Dresden) ist eine deutsche Schauspielerin und Popsängerin. Sie wurde 2014 Siegerin der vierten Staffel der Gesangs-Castingshow The Voice of Germany.

## Biografie
Charley Ann wurde 1993 in Dresden als Tochter der Schauspielerin Claudia Schmutzler und des Bassbaritons Florian Hartfiel geboren. Ihre Eltern trennten sich vor ihrer Geburt. Bereits mit elf Jahren spielte sie in der Fernsehreihe SOKO Wismar an der Seite ihrer Mutter. Danach hatte sie Nebenrollen im Drama Leroy (2006) und der Märchenverfilmung Die Gänsemagd (2009). Nach einem vorbereitenden Studienjahr am Institut für Musical- und Musiktheater Paul Hindemith in Berlin-Neukölln ging sie an die Schule für Schauspiel Hamburg und legte dort 2013 mit dem Kurzfilm Weg ihre Semesterarbeit als Regisseurin vor.
2013 bewarb sie sich erstmals bei der Castingshow The Voice of Germany, zog ihre Bewerbung dann aber zurück. Im Jahr darauf nahm sie an der vierten Staffel teil und wurde in den „Blind Auditions“ von Michi Beck und Smudo von den Fantastischen Vier ins Team geholt. Im Halbfinale trug sie den neuen für sie ausgesuchten Song Blue Heart vor, der anschließend auch als Download angeboten wurde. 
Vor Beginn der Finalshow hatte sie die zweitmeisten Downloads der vier Finalteilnehmer, und in der Schlusssendung am 12. Dezember setzte sie sich mit ihren drei Vorträgen, einer davon mit Hozier und dessen Hit Take Me to Church, mit klarem Vorsprung gegen die drei Konkurrenten durch. 2015 erschien ihr Album To Your Bones. Im Juli wurde eine für September geplante Tournee aufgrund von Filmdreharbeiten abgesagt.

## Diskografie
Alben
- To Your Bones (2015)

Lieder
- Songs aus den The-Voice-Sendungen vom 9. Oktober bis 12. Dezember 2014
  - Addicted to You von Avicii
  - One von U2 („Battle“ mit Hanna Linnéa Mödder)
  - Reckoning Song von Asaf Avidan & the Mojos
  - Yellow von Coldplay
  - Cry Me a River von Arthur Hamilton
  - Take Me to Church im Duett mit Hozier
  - 25 von den Fantastischen Vier mit Michi Beck und Smudo
- Blue Heart (2014, eigener Song aus Halbfinale/Finale von The Voice)

Lieder nach The Voice of Germany
- Wake Me Up

## Filmografie
- 2003: The Day That Winston Ngakambe Came to Kiel (Kurzfilm)
- 2004: Tanzmäuse (Kurzfilm)
- 2006; 2011: SOKO Wismar (2 Folgen: Halbe Volte; Auf Messers Schneide)
- 2007: Leroy
- 2009: Die Gänsemagd (Fernsehfilm)
- 2011: Stubbe – Von Fall zu Fall (Folge: Der Stolz der Familie)
- 2011: Inklusion – gemeinsam anders (Fernsehfilm)
- 2012: Nur eine Nacht (Fernsehfilm)
- 2013: Der Lehrer (Folge: Wird das jetzt ein Date?)
- 2014: Die Toten von Hameln (Fernsehfilm)
- 2014: Notruf Hafenkante (Folge: Hausmusik)
- 2014: Weg (Kurzfilm)
- 2016: Fucking Berlin
- 2017: Nicos Weg (Deutsch Lernen)
- 2018: Bettys Diagnose (2 Folgen: Gebrochene Herzen; Aufgewacht)
- 2018: Die Spezialisten – Im Namen der Opfer (Folge: Gastfeindschaft)
- 2019: Familie Dr. Kleist (Folge: Warnzeichen)
- 2019: In aller Freundschaft (Folge: Der ungebetene Gast)
- 2020: SOKO Stuttgart (Folge: Strike!)
- 2024: SOKO Leipzig (Folge: Leni)